# Christoph Traub
Christoph Albrecht Traub (* 16. Mai 1970 in Göppingen) ist ein deutscher Kommunalpolitiker der CDU und seit dem 3. Oktober 2015 Oberbürgermeister von Filderstadt.

## Leben und Wirken
Traubs Vater wirkte als Pfarrer der Evangelischen Landeskirche Württemberg. Seine Mutter war Hausfrau. Er wuchs gemeinsam mit seinen beiden Geschwistern auf. Traub besuchte die Realschule in Schorndorf und machte sein Abitur mit allgemeiner Fachhochschulreife an einem Technischen Gymnasium in Waiblingen. Von 1990 bis 1995 studierte er Jura an der Eberhard Karls Universität Tübingen mit anschließendem Referendariat am Landgericht Stuttgart. Von 1998 bis 2015 war er tätig als Rechtsanwalt in Stuttgart. Im Gemeinderat der Stadt Filderstadt war er von 2009 bis 2015 Fraktionsvorsitzender der CDU- bzw. CDU/FDP-Fraktion. Am 5. Juli 2015 wurde er mit 50,97 Prozent der Stimmen zum Oberbürgermeister der Stadt Filderstadt gewählt, wobei er sich gegen Amtsinhaberin Gabriele Dönig-Poppensieker durchsetzte. Er trat sein Amt am 3. Oktober 2015 an. Am 9. Juli 2023 wurde er mit 70,5 Prozent der Stimmen für eine zweite Amtszeit wiedergewählt. Seit November 2022 ist er zudem Vorsitzender der Sportregion Stuttgart.